# Mémorial Morgan Capretta
Le Mémorial Morgan Capretta est une course cycliste italienne disputée autour de Garrufo (it), frazione de la commune de Sant'Omero (Abruzzes). Créée en 1991,, elle rend hommage à Morgan Capretta, un jeune homme de Garrufo mort dans un accident de la route à la fin des années 1980, et qui fut un grand passionné de cyclisme.
Durant son existence, cette épreuve fait partie du calendrier régional de la Fédération cycliste italienne, en catégorie 1.19. Elle est donc réservée aux coureurs espoirs (moins de 23 ans) ainsi qu'aux élites sans contrat.

## Palmarès récent
| Année | Vainqueur           | Deuxième            | Troisième            |
| ----- | ------------------- | ------------------- | -------------------- |
| 2008  | Carlos Quintero     | Vitaliy Brichak     | Alessandro De Marchi |
| 2009  | Vitaliy Brichak     | Francesco Piscaglia | Paolo Ciavatta       |
| 2010  | Gabriele Pizzaballa | Yauhen Yvanou       | Matteo Rabottini     |
| 2011  | Julián Arredondo    | Alberto Cecchin     | Matteo Trentin       |
| 2012  | Michele Scartezzini | Luca Chirico        | Nicola Gaffurini     |
| 2013  | Ivan Martinelli     | Michele Scartezzini | Cesare Ciommi        |
| 2014  | Alessandro Tonelli  | Nicola Bagioli      | Adriano Brogi        |
| 2015  | Mirko Trosino       | Giulio Ciccone      | Nicola Da Dalt       |
| 2016  | Alfio Locatelli     | Gianluca Milani     | Andrea Garosio       |
| 2017  | Gianluca Milani     | Francesco Romano    | Filippo Tagliani     |
| 2018  | Lorenzo Friscia     | Adriano Brogi       | Andrea Di Renzo      |